# Quartets prussians (Mozart)

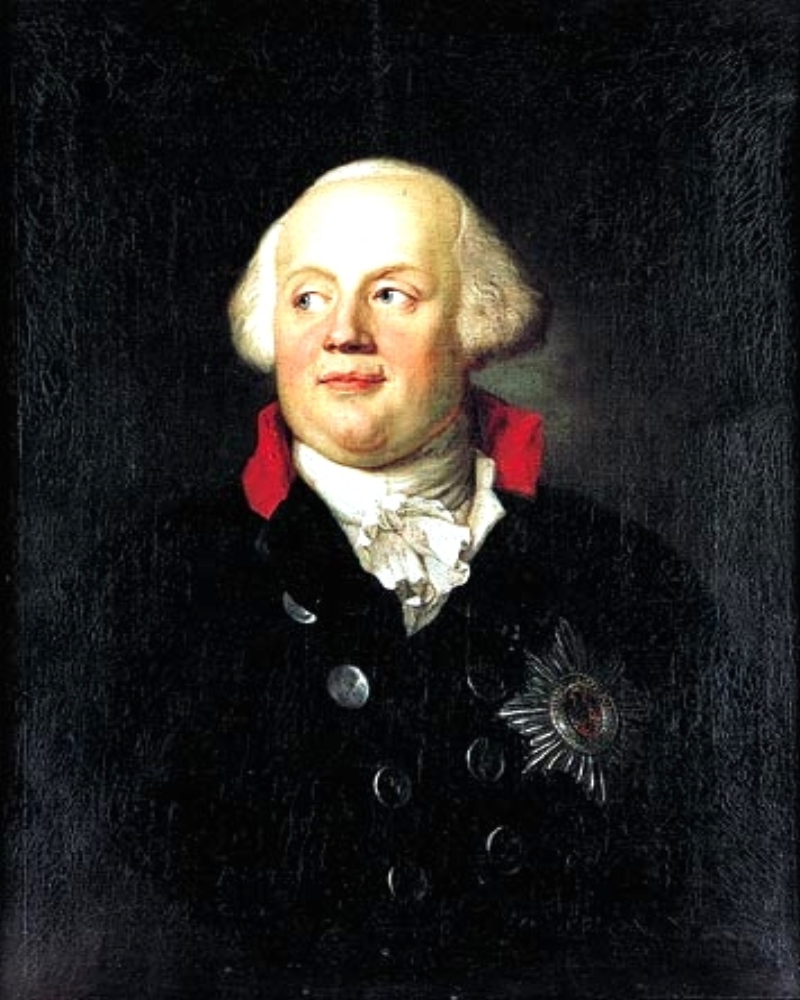
Frederic Guillem II de Prússia a qui anaven dedicats els tres quartets.

Els Quartets prussians, K. 575, K. 589 i K. 590, són una sèrie de tres quartets de corda compostos per Wolfgang Amadeus Mozart durant els anys 1789 i 1790. Foren els tres darrers quartets que va escriure en la seva vida. Els va publicar Franz Anton Hoffmeister, igual que el Quartet de corda núm. 20, i estan dedicats al rei de Prússia Frederic Guillem II. Són també els úniques obres d'aquest gènere que Mozart va compondre per un encàrrec d'un client real.
Els tres quartets per a corda són:
- Quartet de corda núm. 21 en re major, K. 575 (1789)
- Quartet de corda núm. 22 en si bemoll major, K. 589 (1790)
- Quartet de corda núm. 23 en fa major, K. 590 (1790)

Destaquen pel caràcter cantabile de les parts de violoncel –l'instrument que tocava el mateix rei–, així com per la dolçor de les sonoritats i l'equilibri entre els diferents instruments. A causa de la importància de la part dels violoncel, aquests quartets van arribar a ser coneguts com els «Quartets concertants».
Mentre que Mozart estava component aquests quartets també estava treballant en una sèrie de sonates per a la filla del rei, la princesa Friederike (la sonata K. 576 fou l'única que va acabar). Li pagaven 100 friedrichs d'or per la seva feina. Però en un moment donat Mozart ja no rep cap més dels honoraris promesos. En efecte Mozart, va guardar la dedicació i els va publicar pel seu propi compte, com explica en una carta al seu amic i company maçó, Michael von Puchberg: "... Estic component mentrestant... sis quartets per al rei, els quals Kozeluch imprimirà a càrrec meu".
Mozart mai va dedicar les peces al rei de Prússia, de manera que el títol d'aquests quartets s'ha originat a partir de les anotacions en el seu quadern privat, el catàleg temàtic de la seva pròpia obra que ell anava mantenint de manera regular. Va introduir la informació com a "Un quartet per a 2 violins, viola, i cel·lo per a la seva Majestat el Rei de Prússia.

## Recepció de la crítica
Aquests quartets, inicialment, foren rebuts amb entusiasme. Per exemple, el Wiener Zeitung va anunciar la publicació dels quartets de la següent manera:
"Artaria Comp, comerciants d'art al Kohlmarkt tenen: Tres quartets concertants completament nous per a dos violins, viola i violoncel, Op 18, del Sr. Mestre de capella Mozart. Aquests quartets són una de les obres estimables del compositor Mozart, que fou arrencat abans d'hora d'aquest món, obres que fluïen de la ploma d'aquesta gran geni musical poc abans de la seva mort, i que mostren tot el que l'interès musical en matèria d'art, bellesa i gust, que ha de despertar el plaer i l'admiració no només dels aficionats, sinó del veritables coneixedors també".
Haydn s'havia quedat molt impressionat per aquests quartets, tant és així que se sap que va dir:
"Si Mozart hagués escrit res més que els seus quartets de violí i el Rèquiem, només aquestes obres haguessin estat suficients per fer-lo immortal".
Però aquests quartets s'han enfonsat des del seu apogeu. Tot i que s'interpreten amb regularitat i són molt estimats pel públic, no es consideren obres tan fonamentals com els anteriors Quartets Haydn.